# 豇豆树
豇豆树（学名：Radermachera pentandra）是紫葳科菜豆树属的植物，是中国的特有植物。分布于中国大陆的云南等地，生长于海拔1,000米至1,650米的地区，目前尚未由人工引种栽培。